# Cinnamomum bintulense
Cinnamomum bintulense är en lagerväxtart som beskrevs av André Joseph Guillaume Henri Kostermans. Cinnamomum bintulense ingår i släktet Cinnamomum och familjen lagerväxter. Inga underarter finns listade i Catalogue of Life.